# آلبرت کی
آلبرت کی (انگلیسی: Albert Kaye; ۳۰ آوریل ۱۸۷۲ – ۱۶ سپتامبر ۱۹۳۵) بازیکن فوتبال بود.
از باشگاه‌هایی که در آن بازی کرده‌است می‌توان به باشگاه فوتبال استوک‌پورت کانتی و باشگاه فوتبال وستهام یونایتد اشاره کرد.